# Julia Quinn
Julia Quinn, pseudonimo di Julie Pottinger (Washington, 12 gennaio 1970), è una scrittrice statunitense.

## Biografia
Cresciuta a New York, Julia Quinn ha deciso di dedicarsi completamente alla scrittura dopo aver studiato medicina per pochi mesi e con già tre libri pubblicati. I suoi romanzi sono stati tradotti in 29 lingue ed è apparsa nella lista dei best seller letterari stilata dal New York Times 19 volte. Nel 2010 la scrittrice è stata introdotta nella Romance Writers of America Hall of Fame. A luglio 2018 è stato annunciato che la sua serie di romanzi Bridgerton sarebbe stata adattata in una serie televisiva omonima prodotta da Shonda Rhimes.

## Opere

### Serie Bridgerton
Gli otto romanzi sono stati pubblicati da Arnoldo Mondadori Editore in formato digitale e cartaceo. Il nono romanzo è stato pubblicato in formato digitale, mentre i singoli epiloghi sono stati inclusi nella versione cartacea degli otto romanzi precedenti.
1. Il duca e io (The Duke and I) (2000)
2. Il visconte che mi amava (The Viscount Who Loved Me) (2000)
3. La proposta di un gentiluomo (An Offer From a Gentleman) (2001)
4. Un uomo da conquistare (Romancing Mister Bridgerton) (2002)
5. A Sir Phillip, con amore (To Sir Phillip, With Love) (2003)
6. Amare un libertino (When He Was Wicked) (2004)
7. Tutto in un bacio (It's In His Kiss) (2005)
8. Il vero amore esiste (On the Way to the Wedding) (2006)
9. Felici per sempre (The Bridgertons: Happily Ever After) (2013)[7]

#### Lady Whistledown
L'arguta editorialista di gossip "Lady Whistledown" della serie Bridgerton lega insieme due antologie di novelle interconnesse:
- "Thirty-Six Valentines" in The Further Observations of Lady Whistledown (2003, antologia scritta con Suzanne Enoch, Karen Hawkins e Mia Ryan)
- "The First Kiss" in Lady Whistledown Strikes Back (2004, antologia scritta con Suzanne Enoch, Karen Hawkins e Mia Ryan)

I primi due racconti scritti da Julia Quinn sono stati pubblicati in Italia da Mondadori nel volume Altre cronache di Lady Whistledown con i titoli "36 biglietti d'amore" e "Il primo bacio". Il volume è incluso nell'edizione speciale di Il duca e io distribuita a febbraio 2022.
Il personaggio è associato anche ad un'altra novella, pubblicata nel 2021:
- The Wit and Wisdom of Bridgerton (2021)

#### La regina Carlotta
L'autrice ha co-scritto un romanzo prequel incentrato sul personaggio della Regina Carlotta assieme a Shonda Rhimes, che è stato pubblicato contemporaneamente alla miniserie televisiva sul personaggio, La regina Carlotta: Una storia di Bridgerton.
- La regina Carlotta (Queen Charlotte) (2023)

### Serie Rokesby
La saga è pubblicata in Italia da Mondadori in formato digitale e cartaceo.
La serie Rokesby è considerata un prequel della serie Bridgerton, avendo come protagonisti gli antenati della stessa famiglia.
- Tutta colpa di Miss Bridgerton (Because of Miss Bridgerton) (2016)[9]
- Una dolcissima bugia (The Girl with the Make-Believe Husband) (2017)[10]
- L'altra Miss Bridgerton (The Other Miss Bridgerton) (2018)
- Due cuori e uno scandalo (First Comes Scandal) (2020)

### Quartetto Smythe-Smith
La saga è pubblicata in Italia da Mondadori in formato digitale e cartaceo.
La serie è considerata uno spin-off della serie Bridgerton, avendo come protagonisti i membri del quartetto Smythe-Smith, già citato nel romanzo Il visconte che mi amava.
- Un amore perfetto (Just Like Heaven) (2011)
- Una serata davvero speciale (A Night Like This) (2012)
- Un bacio dopo l'altro (The Sum of All Kisses) (2013)
- I segreti di Richard Kenworthy (The Secrets of Sir Richard Kenworthy) (2015)

### Serie Bevelstoke
La saga è pubblicata in Italia da Mondadori in formato digitale e cartaceo.
- Il segreto di Miranda (The Secret Diaries of Miss Miranda Cheever) (2007)
- Quella volta a Londra (What Happens in London) (2009)
- Quello che amo di te (Ten Things I Love About You) (2010)

### The Two Dukes of Wyndham
La saga è pubblicata in Italia da Mondadori in formato digitale e cartaceo dal 25 giugno 2024.
- Il duca di Wyndham (The Lost Duke of Wyndham) (2008)
- La promessa del duca (Mr. Cavendish, I Presume) (2008)

### Serie Gli Agenti della Corona
La saga è pubblicata in Italia da Mondadori in formato digitale e cartaceo a partire da settembre 2022.
- La spia della Corona (To Catch an Heiress) (1998)
- Io ti avrò (How To Marry a Marquis) (1999)

### Lyndon Sisters
La saga è pubblicata in Italia da Mondadori in formato digitale e cartacea dal 20 febbraio 2024.
- Promesse sotto la luna (Everything and the Moon) (1997)
- La melodia del cuore (Brighter Than the Sun) (1997)

### Trilogia Splendid
La trilogia è pubblicata in Italia da Mondadori in formato digitale e cartaceo.
- Meravigliosa (Splendid) (1995)
- Danzando sotto le stelle (Dancing at Midnight) (1995)
- Cieli di Cornovaglia (Minx) (1996), pubblicato come Cieli di Cornovaglia - Le due sorelle
- La novella "A Tale of Two Sisters" in Where's My Hero? (2003, antologia scritta con Lisa Kleypas e Kinley MacGregor) è inclusa in Cieli di Cornovaglia - Le due sorelle.

### The Lady Most...
La saga è parzialmente inedita in Italia.
- La lady perfetta (The Lady Most Likely...) (2010, un romanzo in tre parti scritto con Connie Brockway e Eloisa James)
- The Lady Most Willing... (2012, un romanzo in tre parti scritto con Connie Brockway e Eloisa James)

### Altre novelle
Le novelle sono inedite in Italia.
- "Gretna Greene" in Scottish Brides (1999, antologia scritta con Christina Dodd, Stephanie Laurens e Karen Ranney)
- "...and a Sixpence in Her Shoe" in Four Weddings and a Sixpence (2016, antologia scritta con Elizabeth Boyle, Stefanie Sloane e Laura Lee Guhrke)

### Romanzi grafici
- Miss Butterworth and the Mad Baron, a Graphic Novel (illustrata da Violet Charles) (2022)

## Filmografia

### Soggetto
- Bridgerton – serie TV (2020–in corso)
- La regina Carlotta: Una storia di Bridgerton – miniserie TV (2023)